# Caleta Vítor

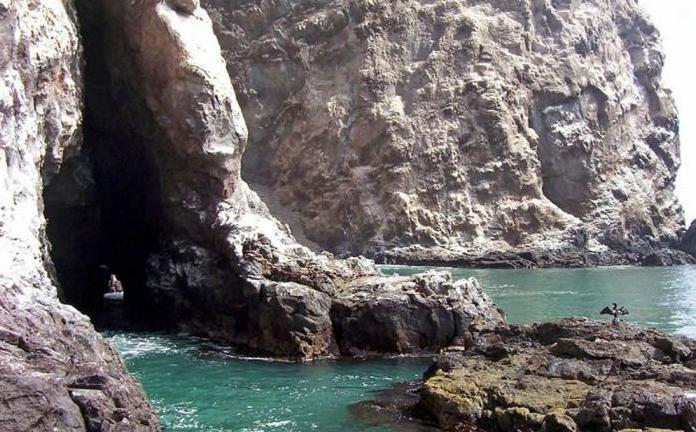
Falésias de Caleta Vítor

Caleta Vítor é uma pequena caleta pesqueira da Região de Arica e Parinacota, no norte do Chile. Administrativamente pertence a comuna de Arica, na Província de Arica.
Até em 2003, a praia era celosamente custodiada pela Armada do Chile, que por razões estratégicas mantinha ali um destacamento de Infantaria da Marinha e dois canhões apontando para o mar, para prevenir qualquer intenção de desembarque de forças hóstis. Mas o melhoramento das relações com os países vizinhos, com a superação dos temas pendentes do tratado de 1929 com Peru, levou ao abandono dessas instalações, das que atualmente apenas restam os cimentos de algumas construções, restos de sacos terreiros e os tubos das grandes armas, ainda mirando ao ocaano.